# Liste der Biografien/Fic
Liste der Biografien |
Portal Biografien |
Personensuche
# |
A |
B |
C |
D |
E |
F |
G |
H |
I |
J |
K |
L |
M |
N |
O |
P |
Q |
R |
S |
T |
U |
V |
W |
X |
Y |
Z |
?
 
Fa |
Fe |
Ff |
Fh |
Fi |
Fj |
Fk |
Fl |
Fm |
Fn |
Fo |
Fr |
Ft |
Fu |
Fy
 
Fia |
Fib |
Fic |
Fid |
Fie |
Fif |
Fig |
Fih |
Fii |
Fij |
Fik |
Fil |
Fim |
Fin |
Fio |
Fip |
Fiq |
Fir |
Fis |
Fit |
Fiu |
Fiv |
Fix |
Fiz
Die Liste der Biografien führt alle Personen auf, die in der deutschsprachigen Wikipedia einen Artikel haben. Dieses ist eine Teilliste mit 216 Einträgen von Personen, deren Namen mit den Buchstaben „Fic“ beginnt.

## Fic
- Fic, Pavel (* 1992), tschechischer Grasskiläufer

### Fica
- Fica, Fernando (* 1983), chilenischer Fußballspieler
- Ficacci, Luigi (* 1954), italienischer Kunsthistoriker
- Fical, Petr (* 1977), tschechisch-deutscher Eishockeyspieler
- Ficarelli, Elena (* 1980), italienische Fußballspielerin

### Fice
- Ficek, Adam (* 1974), englischer Musiker
- Ficenec, Jakub (* 1977), deutsch-tschechischer Eishockeyspieler

### Fich
- Fich, Charlotte (* 1961), dänische Schauspielerin
- Fichard, Johann (1512–1581), deutscher Jurist
- Fichard, Johann Karl von (1773–1829), deutscher Historiker
- Fichardt, Charles (1870–1923), südafrikanischer Cricketspieler und Politiker
- Fichardt, Darren (* 1975), südafrikanischer Berufsgolfer
- Fichaud, Danielle (* 1954), kanadische Filmschauspielerin
- Fichel, Eugène (1826–1895), französischer Maler
- Fichelscher, Toby (1927–1992), deutscher Jazz- und Bluesmusiker
- Fichelscher, Walter F. (1896–1985), deutscher Drehbuchautor, Regisseur und Dramaturg
- Ficher, Fabienne (* 1966), französische Leichtathletin
- Ficher, Jacobo (1896–1978), argentinischer Komponist, Violinist und Dirigent
- Fichera, Gaetano (1922–1996), italienischer Mathematiker
- Fichera, Marco (* 1993), italienischer Degenfechter
- Ficherelli, Felice (1605–1660), italienischer Maler des Barock
- Fichet, Guillaume (* 1433), französischer Theologe, Humanist und Hochschullehrer
- Fichman, Ina, kanadische Filmproduzentin
- Fichman, Sharon (* 1990), kanadische Tennisspielerin
- Fichot, Léon (1906–1992), französischer Radrennfahrer
- Fichslin, Sebastian, südwestdeutscher Orgelbauer
- Fichte, Hiltrud (1925–2016), deutsche Diakonisse und Missionarin
- Fichte, Hubert (1935–1986), deutscher Schriftsteller
- Fichte, Immanuel Hermann (1796–1879), deutscher Theologe und Philosoph
- Fichte, Johann Gottlieb (1762–1814), deutscher PhilosophJohann Gottlieb Fichte (1762–1814)

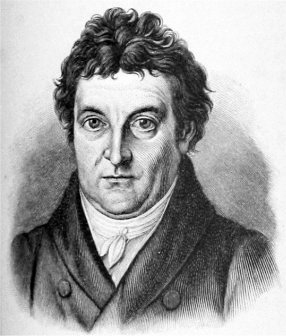
Johann Gottlieb Fichte (1762–1814)

- Fichte, Jörg O. (* 1941), deutscher Anglist und Hochschullehrer
- Fichte, Ludwig (1891–1973), deutscher Kommunalpolitiker (NSDAP), SA-Gruppenführer und Präsident des Messeamtes
- Fichte, Patrik (* 1965), deutscher Schauspieler, Regisseur und Synchronsprecher
- Fichte, Reinhard (* 1942), deutscher Wirtschaftsmanager
- Fichte, Richard (1896–1982), deutscher Geschäftsmann, Schriftsteller und Essayist
- Fichte, Werner von (1896–1955), deutscher SA-Führer, Polizeipräsident und Schriftsteller
- Fichte, Wolfgang (* 1951), deutscher Jurist
- Fichtel, Anja (* 1968), deutsche Florettfechterin
- Fichtel, Johann Ehrenreich (1732–1795), österreichischer Beamter und Mineraloge
- Fichtel, Karl (1863–1911), deutscher Industrieller und Kommerzienrat
- Fichtel, Klaus (* 1944), deutscher FußballspielerKlaus Fichtel (* 1944)

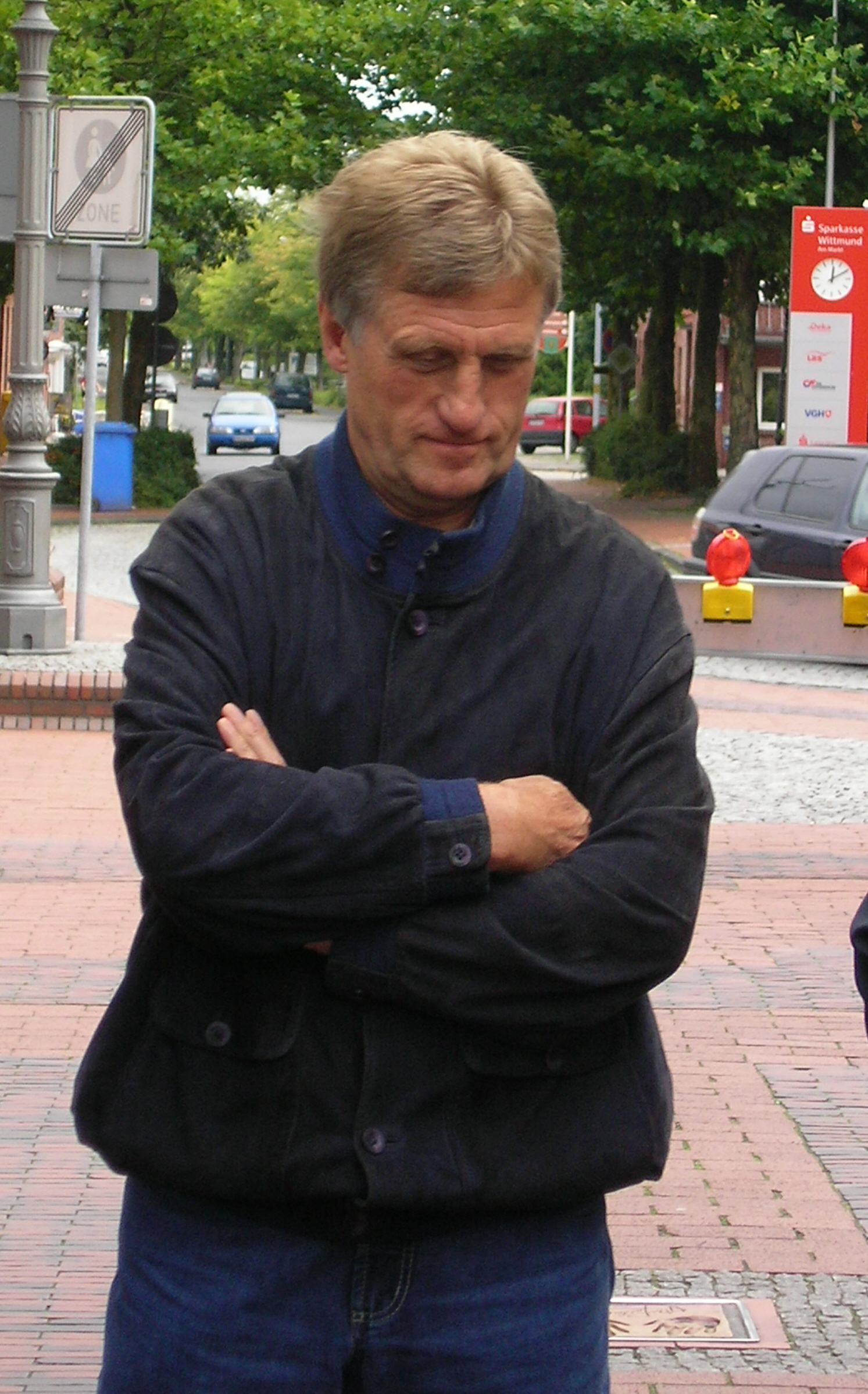
Klaus Fichtel (* 1944)

- Fichtel, Leopold von (1770–1810), österreichischer Paläontologe
- Fichtelmann, Carsten (* 1970), deutscher Spieleproduzent und Spieleverleger
- Fichtenau, Heinrich (1912–2000), österreichischer Historiker
- Fichtenbauer, Peter (* 1946), österreichischer Rechtsanwalt und Politiker (FPÖ)
- Fichtenholz, Gregor Michailowitsch (1888–1959), russischer Mathematiker
- Fichtenholz, Michael (* 1978), russischer Kulturmanager
- Fichter, Adrienne (* 1984), Schweizer JournalistinAdrienne Fichter (* 1984)

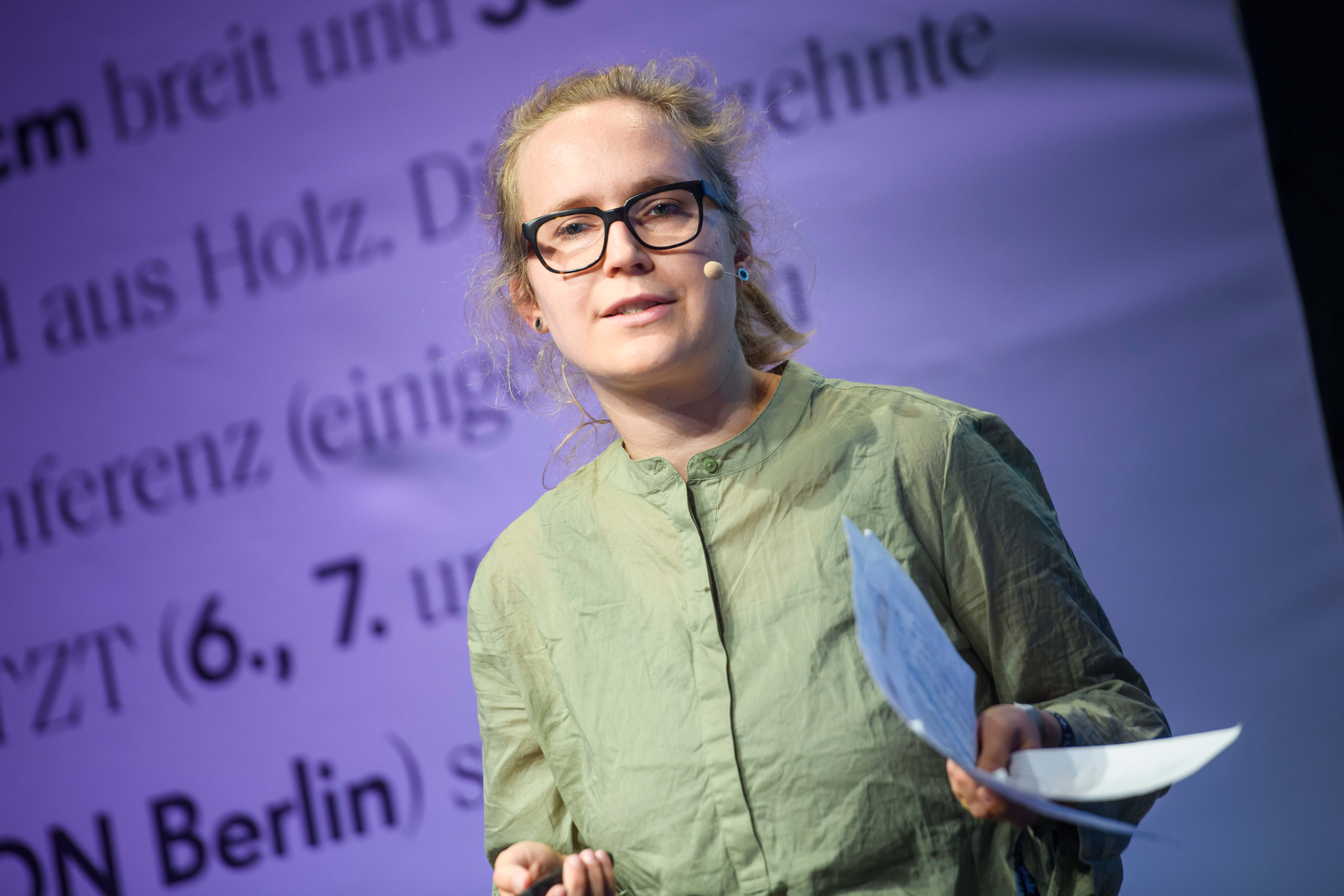
Adrienne Fichter (* 1984)

- Fichter, Else (1927–2015), deutsche Umweltaktivistin
- Fichter, Friedrich (1869–1952), Schweizer Chemiker
- Fichter, Joseph H. (1908–1994), US-amerikanischer Jesuit und Soziologe
- Fichter, Manfred M. (* 1944), deutscher Psychiater, Ärztlicher und Psychologischer Psychotherapeut und Psychosomatiker
- Fichter, Oskar (1898–1943), deutscher politischer Funktionär (KPD)
- Fichter, Tilman (1937–2025), deutscher Politikwissenschaftler
- Fichtinger, Angela (* 1956), österreichische Politikerin (ÖVP), Abgeordnete zum Nationalrat
- Fichtinger, Karl (1923–1996), österreichischer Politiker (ÖVP), Landtagsabgeordneter
- Fichtinger, Petra (* 1973), österreichische Tischtennisspielerin
- Fichtl, Jiří (1921–2003), tschechoslowakischer Schachspieler
- Fichtl, Paula (1902–1989), österreichische Haushälterin der Familie Freud
- Fichtlmeier, Anton (* 1951), deutsch-amerikanischer Hundetrainer, Hundeverhaltensberater, Sachverständiger, sowie Sachbuch- und Filmautor im Bereich der Hundeerziehung
- Fichtmann, Leo (1873–1942), Schlosser, Steinmetz und politischer Aktivist
- Fichtner, Andi (* 1976), deutsche Grafikdesignerin und Kletterin
- Fichtner, Bernard, kanadischer Jazz- und Fusionmusiker (Gitarre, Komposition)
- Fichtner, Bernd (* 1953), deutscher Fußballtorhüter
- Fichtner, Christiane (* 1974), deutsche Künstlerin und Hutmacherin
- Fichtner, Eckhard (1920–1999), deutscher Politiker (SPD), MdA
- Fichtner, Elise (1809–1889), österreichische Schauspielerin
- Fichtner, Erwin (* 1883), deutscher Schauspieler
- Fichtner, Felix (* 1980), deutscher Medienunternehmer, Fernsehproduzent, Marketing & Communications Professional und Journalist
- Fichtner, Fritz (1890–1969), deutscher Kunsthistoriker und Christlicher Archäologe
- Fichtner, Georg Heinrich (* 1733), deutscher Hutmacher und Schriftsteller
- Fichtner, Gerhard (1932–2012), deutscher Medizinhistoriker
- Fichtner, Gregor (1828–1901), deutscher Papierfabrikant und Politiker (Zentrum), MdR
- Fichtner, Günter (* 1935), deutscher Politiker (SPD), MdL
- Fichtner, Hans (1909–1981), deutscher Politiker (NSDAP)
- Fichtner, Hans (1917–2012), deutschamerikanischer Raketeningenieur
- Fichtner, Harald (* 1965), deutscher Kommunalpolitiker (CSU), Oberbürgermeister von HofHarald Fichtner (* 1965)

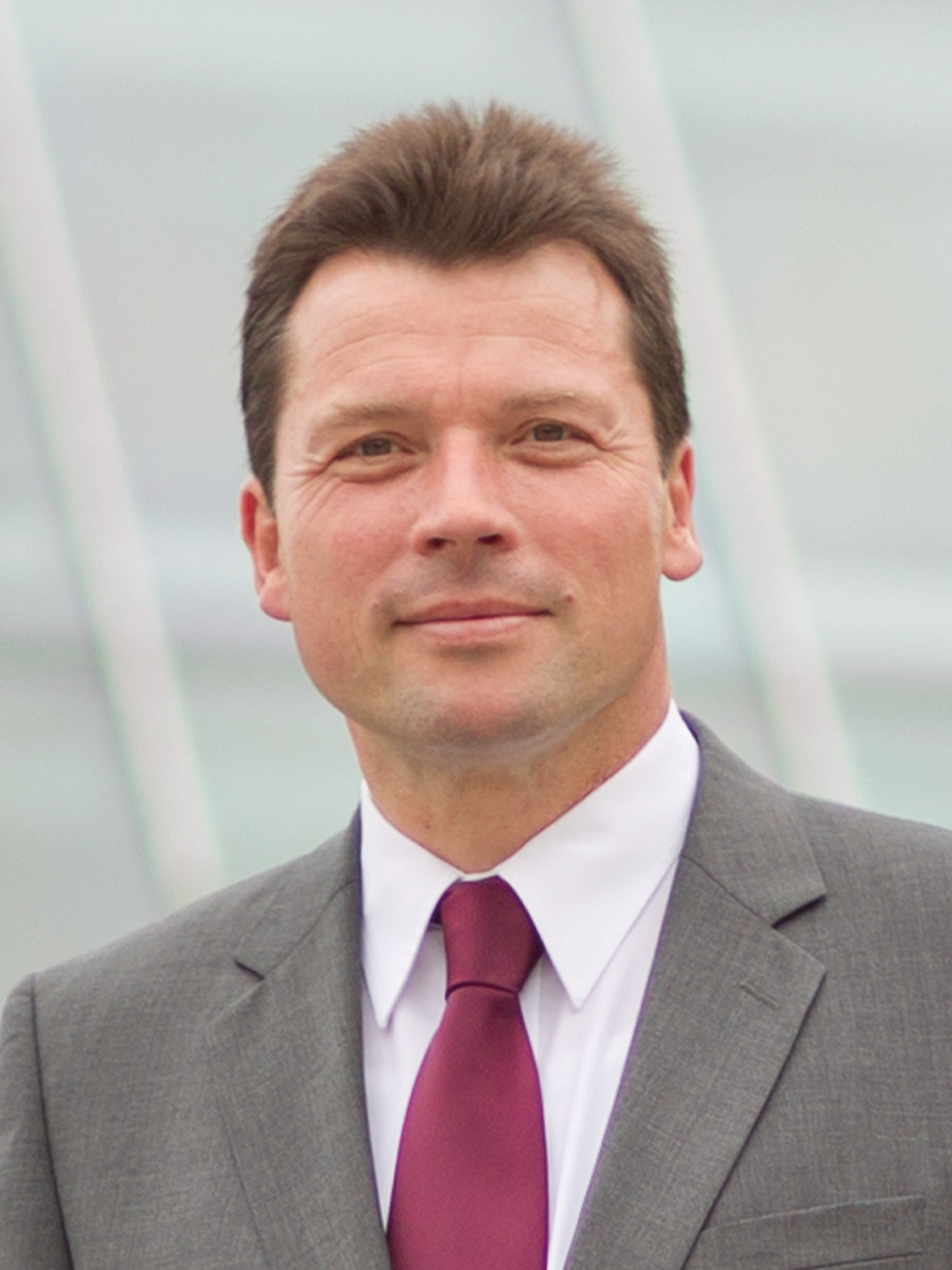
Harald Fichtner (* 1965)

- Fichtner, Ingrid (* 1954), deutschsprachige Schriftstellerin
- Fichtner, Johannes (1902–1962), deutscher protestantischer Theologe und Alttestamentler
- Fichtner, Karl (1805–1873), deutsch-österreichischer Schauspieler
- Fichtner, Karl (1875–1959), deutscher Politiker (SPD)
- Fichtner, Karl (1906–1972), deutscher Politiker (NPD), MdBB
- Fichtner, Karl-Heinz (* 1962), deutscher Leichtathlet
- Fichtner, Klaus-Dieter (* 1929), deutscher Pädagoge und Heimatkundler in Bad Kösen
- Fichtner, Kurt (1916–2003), stellvertretender Vorsitzender des Ministerrates und Minister für Erzbergbau und Metallurgie der DDR
- Fichtner, Lilli (* 1993), deutsche Schauspielerin
- Fichtner, Lorenz (1881–1949), deutscher Politiker (SPD), MdL Bayern
- Fichtner, Lothar (* 1934), deutscher Politiker (SED), MdV
- Fichtner, Marlene (* 2003), deutsche Biathletin
- Fichtner, Matthias (* 1998), deutscher Basketballspieler
- Fichtner, Maximilian (* 1961), deutscher Chemiker und Hochschullehrer (Festkörperchemie)Maximilian Fichtner (* 1961)

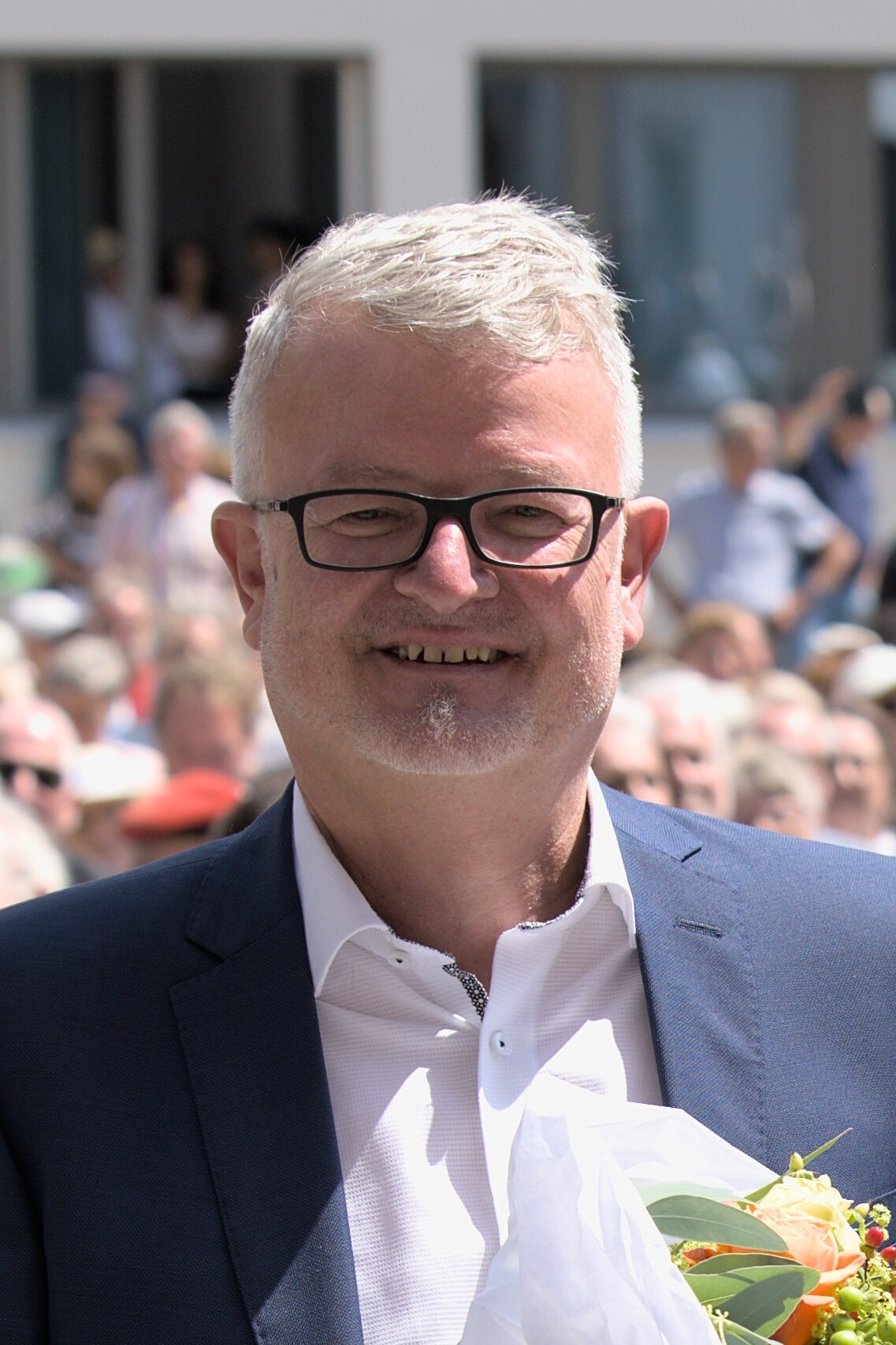
Maximilian Fichtner (* 1961)

- Fichtner, Michèle (* 1988), deutsche Schauspielerin und Sängerin
- Fichtner, Otto (1929–2013), deutscher Jurist
- Fichtner, Ralf Alex (1952–2022), deutscher Karikaturist, Zeichner, Maler und Buchautor
- Fichtner, Rudolf (1899–1970), deutscher Produktions- und Aufnahmeleiter
- Fichtner, Rudolf (* 1951), deutscher Fußballspieler
- Fichtner, Sebastian (1894–1950), deutscher Generalleutnant im Zweiten Weltkrieg
- Fichtner, Thomas (* 1966), deutscher Sportschütze
- Fichtner, Ullrich (* 1965), deutscher Journalist und Autor
- Fichtner, William (* 1956), US-amerikanischer FilmschauspielerWilliam Fichtner (* 1956)

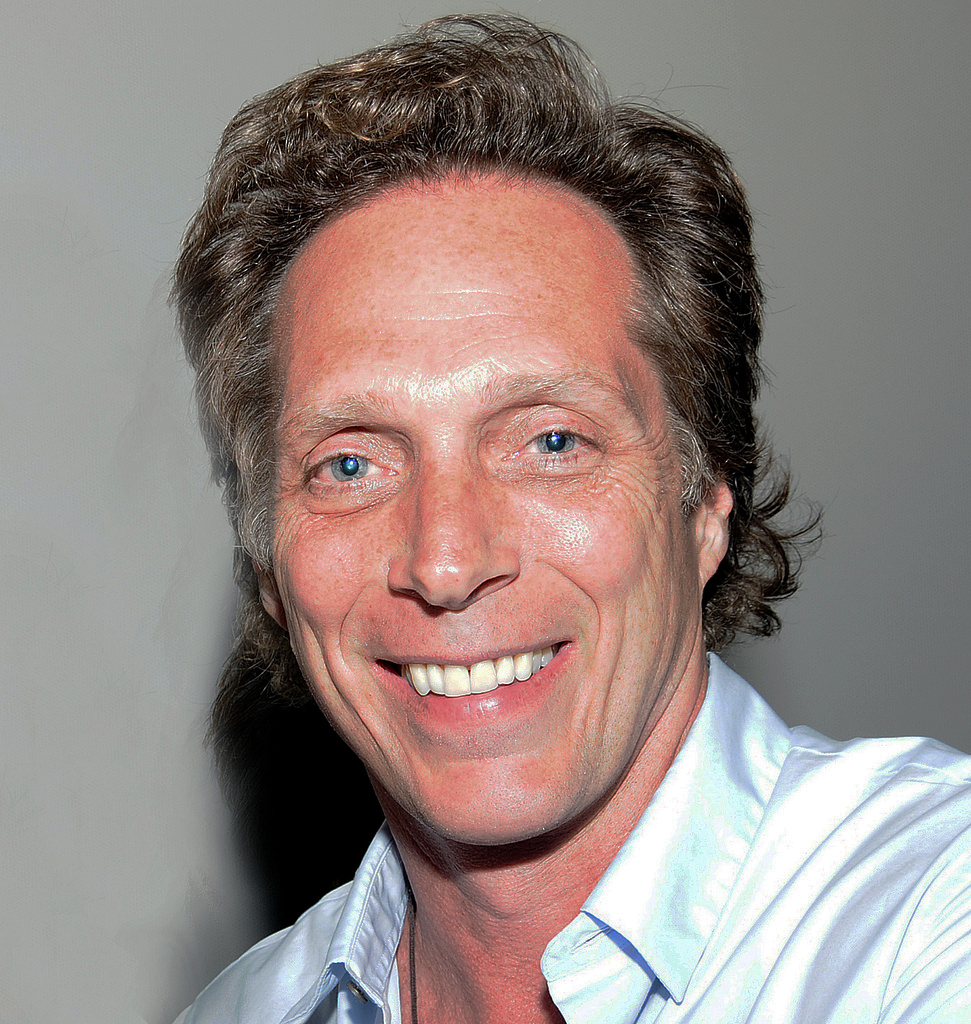
William Fichtner (* 1956)

### Fici
- Ficini, Fabrizio (* 1973), italienischer Fußballspieler
- Ficino, Marsilio (1433–1499), Humanist, Philosoph, Übersetzer
- Ficinus, Heinrich David August (1782–1857), deutscher Mediziner und Naturforscher

### Fick
- Fick, Adolf (1829–1901), deutscher Physiologe
- Fick, Adolf Gaston Eugen (1852–1937), deutscher Augenarzt
- Fick, August (1833–1916), deutscher Sprachforscher
- Fick, Ernst (* 1925), deutscher Fußballspieler
- Fick, Ernst Otto (1898–1945), deutscher SS-Brigadeführer und Generalmajor der Waffen-SS
- Fick, Eugen (1926–2009), deutscher theoretischer Physiker
- Fick, François (* 1862), Landtagsabgeordneter
- Fick, Friedrich (1863–1955), deutscher Politiker (DDP), MdR
- Fick, Fritz (1871–1929), Schweizer Rechtsanwalt
- Fick, Heinrich (1822–1895), deutscher Jurist und Hochschullehrer
- Fick, Heinrich (1860–1911), deutscher Maler, Behindertenaktivist und Alpinist
- Fick, Heinrich Claus von († 1750), Bürgermeister von Eckernförde und Verwaltungsreformer in Russland
- Fick, Hugo (* 1891), deutscher Fußballspieler
- Fick, Johann Christian (1763–1821), deutscher Historiker, Geograph und Anglist
- Fick, Karl (1881–1945), deutscher sozialdemokratischer Politiker
- Fick, Klaus (* 1930), deutscher Fußballspieler
- Fick, Ludwig (1813–1858), deutscher Anatom
- Fick, Monika (* 1958), deutsche Literaturwissenschaftlerin
- Fick, Peter (1913–1980), US-amerikanischer Schwimmer
- Fick, Richard (1867–1944), deutscher Bibliothekar und Indologe
- Fick, Robert (* 1974), US-amerikanischer Baseballspieler
- Fick, Roderich (1886–1955), deutscher ArchitektRoderich Fick (1886–1955)

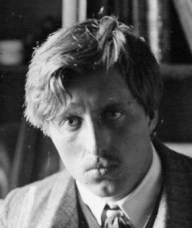
Roderich Fick (1886–1955)

- Fick, Rudolf (1866–1939), deutscher Anatom, Pathologe und Hochschullehrer
- Fick, Sigrid (1887–1979), schwedische Tennisspielerin
- Fick, Ulrich (1923–2019), deutscher Theologe, Publizist, Pfarrer der Württembergischen Landeskirche, Oberkirchenrat und deren erster Rundfunkpfarrer
- Fick, Walter (1917–1992), deutscher Internist und Schriftsteller
- Fick, Willi (1891–1913), deutscher Fußballspieler
- Fick, Willy (1893–1967), deutscher Maler und Grafiker des Dadaismus
- Ficke, Georg († 1964), deutscher Pädagoge und Politiker (SPD), MdBB
- Fickeisen, Fritz (1897–1969), deutscher Politiker (SPD), MdL
- Fickeisen, Karl Ludwig (1849–1918), deutscher Holzhändler, Kommerzienrat und Mäzen
- Fickeisen, Otto (1879–1963), deutscher Ruderer
- Fickeisen, Rudolf (1885–1944), deutscher Ruderer
- Fickel, Florian (* 1969), deutscher Hörspiel- und Filmproduzent, Filmregisseur und Autor
- Fickel, Gerhard (1920–1990), deutscher Lungenarzt, Politiker (CDU), MdV
- Fickel, Norman (* 1963), deutscher Mathematiker mit Spezialgebiet Wirtschaftsmathematik
- Fickel, Ulrich (1941–2023), deutscher Politiker (LDPD, FDP), MdL, Thüringer Landesminister
- Fickelscher, Hans (* 1963), deutscher Jazzschlagzeuger, Perkussionist und Komponist
- Fickelscherer, Martin (* 1853), deutscher Schriftsteller und Oberlehrer
- Ficken, Bernhard (1924–2007), deutscher Heimatdichter und -maler
- Ficken, Dieter (* 1944), deutsch-amerikanischer Fußballspieler und -trainer
- Ficken, Millicent S. (1933–2020), US-amerikanische Ethologin und Hochschullehrerin
- Ficken, Sam (* 1992), US-amerikanischer American-Football-Spieler
- Fickenscher, Arthur (1871–1954), US-amerikanischer Komponist
- Fickenscher, Hans (* 1911), deutscher Fußballspieler
- Fickenscher, Helmut (* 1962), deutscher Virologe
- Fickenscher, J. Friedrich, deutscher Kupferstecher, Gemmenschneider und Medailleur
- Fickentscher, Kevin (* 1988), Schweizer Fussballspieler
- Fickenwirth, Max (1868–1938), deutscher Turner
- Ficker, Adolf (1816–1880), österreichischer Beamter und Statistiker
- Ficker, Cenzi von (1878–1956), österreichische BergsteigerinCenzi von Ficker (1878–1956)

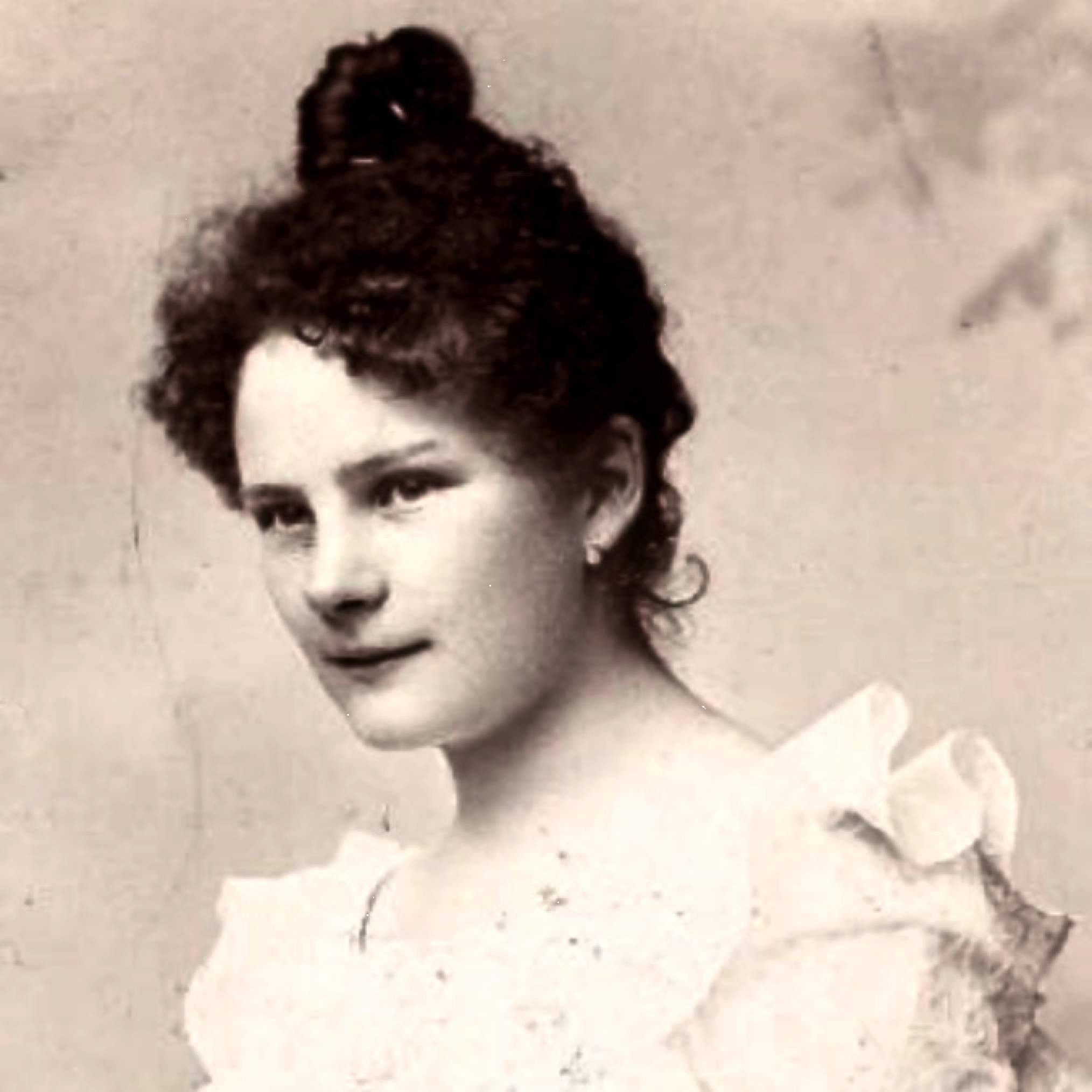
Cenzi von Ficker (1878–1956)

- Ficker, Desirée (* 1976), US-amerikanische Triathletin
- Ficker, Eduard Herrmann Volkmar (1801–1861), sächsischer Theologe
- Ficker, Elisabeth (* 1941), österreichische Politikerin (SPÖ), Landtagsabgeordnete im Burgenland
- Ficker, Friedbert (1927–2007), deutscher Kunsthistoriker
- Ficker, Friedrich (1905–1989), österreichischer Politiker (SPÖ), Landtagsabgeordneter
- Ficker, Fritz (1913–1948), deutscher SS-Oberscharführer
- Ficker, Georg Abel (1585–1652), kursächsischer Hof- und Justizrat
- Ficker, Gerhard (1865–1934), deutscher evangelischer Theologe und Kirchenhistoriker
- Ficker, Hans (1897–1968), deutscher Jurist
- Ficker, Hans Abel (1590–1668), sächsischer Floßmeister
- Ficker, Heinrich von (1881–1957), österreichischer Meteorologe und Geophysiker
- Ficker, Joachim H. (* 1963), deutscher Internist, Labormediziner und Hochschullehrer
- Ficker, Johannes (1861–1944), deutscher evangelischer Theologe und Kirchenhistoriker
- Ficker, Julius von (1826–1902), deutsch-österreichischer HistorikerJulius von Ficker (1826–1902)

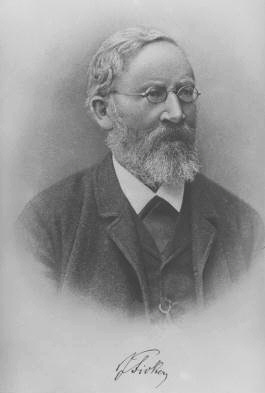
Julius von Ficker (1826–1902)

- Ficker, Ludwig (1904–1947), deutscher Politiker (KPD)
- Ficker, Ludwig von (1880–1967), österreichischer Schriftsteller und VerlegerLudwig von Ficker (1880–1967)

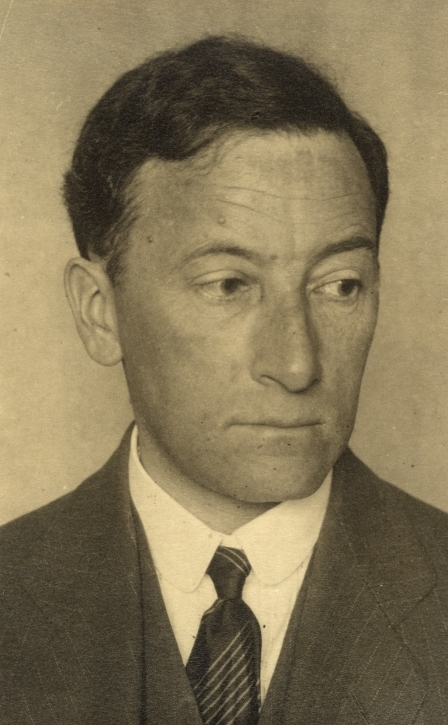
Ludwig von Ficker (1880–1967)

- Ficker, Martin (1868–1950), deutscher Hygieniker und Bakteriologe
- Ficker, Otto (1859–1928), deutscher Unternehmer, Kommunalpolitiker und Mäzen
- Ficker, Paul (* 1885), deutscher Volksschullehrer und Pädagoge
- Ficker, Peter († 1627), kursächsischer Floßmeister
- Ficker, Peter (* 1951), brasilianischer Segler
- Ficker, Rudolf von (1886–1954), österreichischer Musikwissenschaftler
- Ficker, Wahlfried (1676–1770), deutscher Orgel- und Musikinstrumentenbauer
- Ficker, Wilhelm Anton (1768–1824), deutscher Mediziner
- Fickermann, Franz Wilhelm († 1888), Bürgermeister in Werl
- Fickers, Andreas (* 1971), belgischer Historiker und Hochschullehrer
- Fickert, Auguste (1855–1910), österreichische Frauenrechtlerin, Sozialreformerin und Journalistin
- Fickert, Christian (* 1981), deutscher Fußballspieler
- Fickert, Georg Friedrich (1758–1815), deutscher Kirchenlieddichter und Pfarrer
- Fickert, Joachim (* 1947), deutscher Fußballtrainer
- Fickert, Sebastian (* 1976), deutscher Richter und Schriftsteller
- Fickett, Mary (1928–2011), US-amerikanische Schauspielerin
- Fickler, Erich (1874–1935), deutscher Manager im Bergbau
- Fickler, Georg (1937–2025), deutscher Politiker (CSU), MdL
- Fickler, Heinrich (* 1872), deutscher Reichsgerichtsrat
- Fickler, Ingrid (* 1940), deutsche Juristin und Politikerin (CSU), MdL
- Fickler, Jakob (1909–1980), deutscher Politiker (CSU), MdL
- Fickler, Johann Baptist (1533–1610), deutscher Jurist, Hofrat und Autor
- Fickler, Joseph (1808–1865), Politiker in der Zeit der badischen Revolution
- Fickler, Karl Alois (1809–1871), deutscher Gymnasiallehrer und Historiker
- Ficklin, Orlando B. (1808–1886), US-amerikanischer Politiker
- Fickman, Andy, US-amerikanischer Regisseur, Filmproduzent und Drehbuchautor
- Ficko, Boštjan (* 1974), slowenischer Handballspieler
- Fickou, Gaël (* 1994), französischer Rugby-Union-Spieler

### Fico
- Fico, Robert (* 1964), slowakischer Jurist und Ministerpräsident, Mitglied des NationalratsRobert Fico (* 1964)

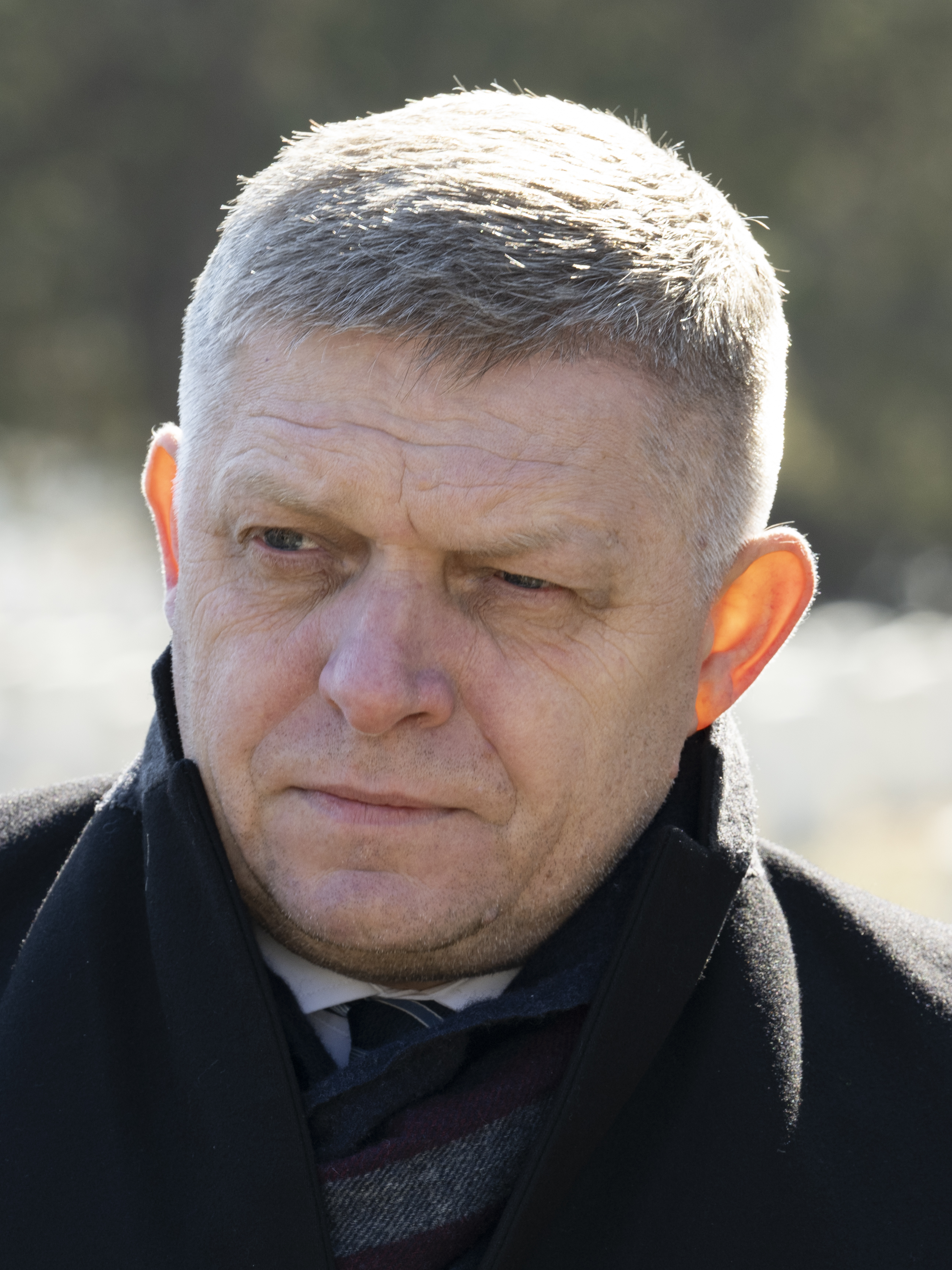
Robert Fico (* 1964)

- Fico, Roberto (* 1974), italienischer Politiker (Movimento 5 Stelle)
- Ficoroni, Francesco de’ (1664–1747), italienischer Antiquar
- Ficovich, Juan Pablo (* 1997), argentinischer TennisspielerJuan Pablo Ficovich (* 1997)

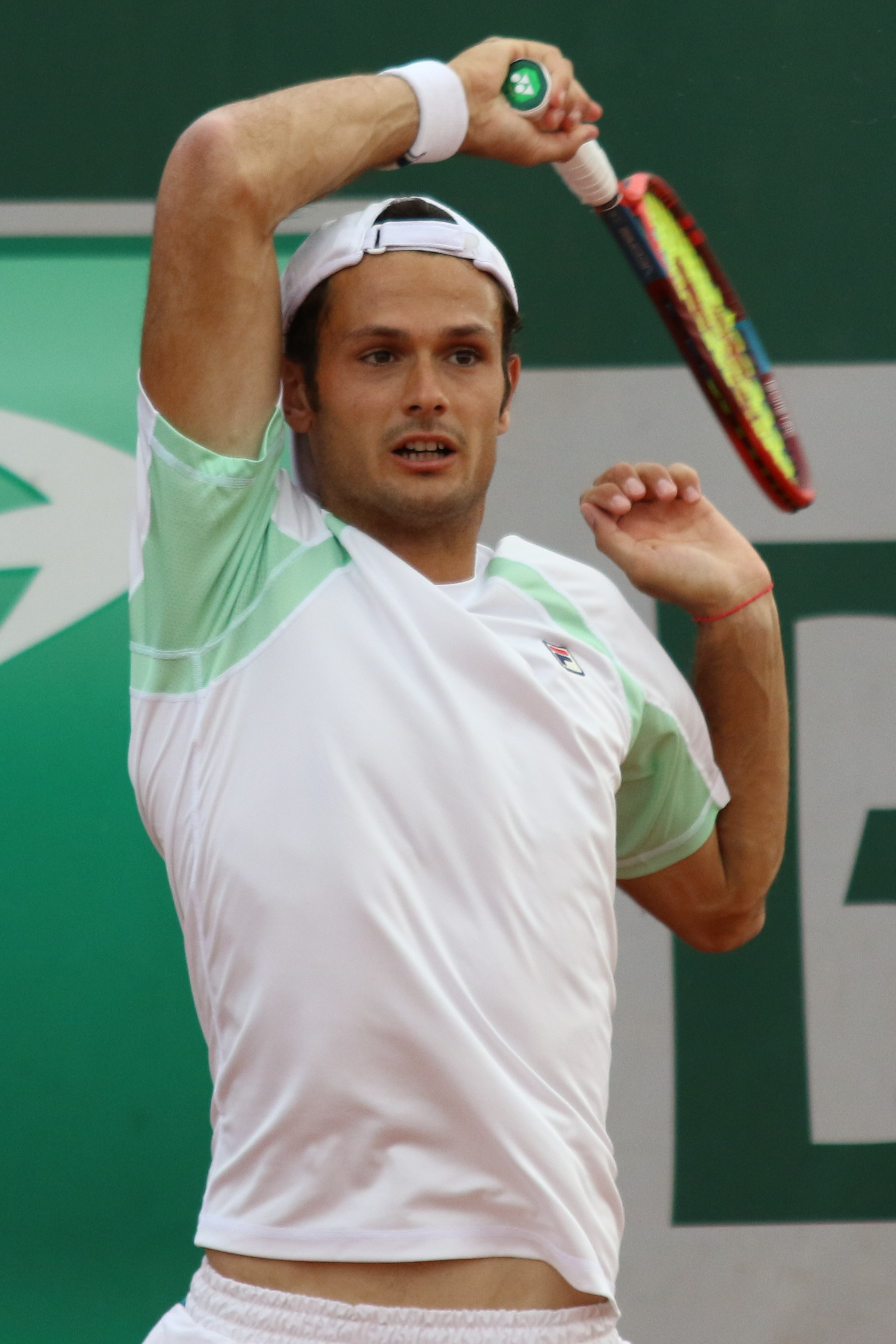
Juan Pablo Ficovich (* 1997)

- Ficowska, Elżbieta (* 1942), polnische Schriftstellerin, Bürgerrechtlerin und Überlebende des Holocaust
- Ficowski, Jerzy (1924–2006), polnischer Schriftsteller, Übersetzer und Ethnologe

### Ficq
- Ficq, Adrienne (* 1914), belgische Biologin und Hochschullehrerin
- Ficquelmont, Dorothea von (1804–1863), russische Hofdame, Autorin und Salonnière
- Ficquelmont, Karl Ludwig von (1777–1857), österreichischer General und Staatsmann

### Fict
- Fictorius Atticus, Gaius, antiker römischer Toreut oder Händler
- Fictuld, Hermann, pseudonymer Autor alchemistisch-theosophischer Schriften

### Ficu
- Fičur, Bruno (* 1998), kroatischer Eishockeyspieler
- Ficus, André (1919–1999), deutscher Maler
- Ficus, Friedrich Jacob (1812–1890), deutscher Lehrer und Politiker

### Ficz
- Ficzay, Maria (* 1991), rumänische Fußballspielerin
- Ficzko, Arthur (* 1950), österreichischer Arbeiterkammerfunktionär und Politiker (SPÖ), Landtagsabgeordneter der Steiermark
- Ficzkó, József (1772–1843), burgenlandkroatischer Schriftsteller und katholischer Priester slowenischer Abstammung
- Ficzko, Kathrin (* 1984), österreichische Hörfunk- und Fernsehmoderatorin